# Liparetrus bimaculatus
Liparetrus bimaculatus är en skalbaggsart som beskrevs av Lea 1917. Liparetrus bimaculatus ingår i släktet Liparetrus och familjen Melolonthidae. Inga underarter finns listade i Catalogue of Life.